# 志賀高原リゾート開発
志賀高原リゾート開発株式会社（しがこうげんリゾートかいはつ）は、志賀高原スキー場の中核の一つをなす一の瀬地区を中心としたスキーリフト（索道）運営会社。出資者は、志賀高原の地権者で構成する和合会。
元々は複数の索道企業であったが、スキーブーム以降に統廃合が進み、現在の形となった。
2016年（平成28年）4月1日より特定規模電気事業者（登録番号：A0233）となっている。
志賀高原スキー場でリフトを運営する他の5団体とともに、志賀高原索道協会に所属している。

## 運営スキー場
以下の各リフトの運営、管理を行っている。
- 一の瀬山の神スキー場
- 一の瀬ダイヤモンドスキー場
- 一の瀬ファミリースキー場
- タンネの森オコジョスキー場
- 高天ヶ原マンモススキー場
- 寺小屋スキー場
- 東館山スキー場
- 西館山スキー場
- 発哺・ブナ平スキー場
- ジャイアントスキー場
- 蓮池スキー場
- 丸池スキー場
- サンバレースキー場

## 歴史
- 1926年　「財団法人下高井郡平穏村和合会」の設立認可。
- 1927年4月5日　林業経営、公共に資する施設の設置、寄附、補助等を行う目的で「和合会」が設立される。
- 1947年1月22日　丸池スキー場（当時は米国に接収中）に日本初となるリフト（現：丸池第1リフト）が架設される。
- 1952年10月　丸池スキー場が民間（長野電鉄）に払い下げられる。
- 1959年11月25日　和合会が出資する「志賀高原観光開発」設立。
- 1975年7月16日　志賀高原観光開発が所属する志賀高原索道協会が焼額山スキー場開発の反対を山ノ内町および下高井地方事務所に陳情。
- 1983年1月27日　和合会と国土計画（コクド）との間で、焼額山スキー場開発に関する協定に調印。
- 2008年12月1日　志賀高原観光開発が「志賀高原ロープウェイ」「志賀高原蓮池リフト」「長野電鉄」「法坂スキーリフト」の4社のリフト事業者の運営権等を取得。社名を「志賀高原リゾート開発」に変更。
- 2009年12月1日　志賀高原リゾート開発が「志賀山リフト」の運営権等を取得。
- 2016年4月1日　志賀高原リゾート開発がPPS（特定規模電気事業者）に登録される。
- 2016年11月　志賀高原リゾート開発が中心となり「志賀高原創生公社」設立。
- 2016年12月21日　私的独占の禁止及び公正取引の確保に関する法律（独占禁止法）に基づく公正取引委員会からの志賀高原索道協会への警告（2016年2月19日）を受け、志賀高原リゾート開発が運営する13のスキー場共通リフト券（4500円）の発売が実現。

## 戦略子会社
- 株式会社志賀高原創生公社 - 2016年（平成28年）11月設立[2]。
  - 出資者は、志賀高原リゾート開発のほか、八十二銀行、長野県信用農業組合連合会など長野に本拠を置くすべての金融機関と地域経済活性化支援機構（REVIC）で構成する「ALL信州観光活性化ファンド」。